# Milenko Ačimovič
Milenko Ačimovič (Ljubljana, 15 februari 1977) is een voormalig profvoetballer uit Slovenië. Hij speelde als aanvallende middenvelder bij onder meer Lille en Austria Wien. Ačimovič beëindigde zijn loopbaan in 2010 wegens een slepende knieblessure.

## Interlandcarrière
Onder leiding van bondscoach Bojan Prašnikar maakte Ačimovič zijn debuut voor het Sloveens voetbalelftal op 22 april 1998 in de vriendschappelijke interland tegen Tsjechië (1-3). Hij viel in dat duel na 68 minuten in voor Miran Pavlin. Ačimovič speelde in totaal 74 interlands, en scoorde dertien keer voor zijn vaderland. Hij nam met Slovenië deel aan het EK voetbal 2000 en het WK voetbal 2002. Bij dat laatste toernooi scoorde hij tegen Paraguay.

## Erelijst
Rode Ster Belgrado
- Landskampioen

2000, 2001
Bekerwinnaar
1999, 2000
 Al-Ittihad
- Landskampioen

2007
 Austria Wien
- Beker van Oostenrijk

2009